# Heterandrium nudiventre
Heterandrium nudiventre är en stekelart som beskrevs av Mayr 1885. Heterandrium nudiventre ingår i släktet Heterandrium och familjen fikonsteklar. Inga underarter finns listade i Catalogue of Life.